# NGC 526B
NGC 526B (другие обозначения — ESO 352-66, MCG −6-4-20, AM 0121-351, PGC 5135) — линзообразная галактика (S0) в созвездии Скульптор.
Этот объект входит в число перечисленных в оригинальной редакции «Нового общего каталога».
Взаимодействует с галактикой NGC 526A.